# Felix Film
Felix Film Corporation (株式会社FelixFilm Kabushiki-gaisha Ferikkusu Firumu?) es un estudio de animación japonés centrado en 3DCG.

## Historia
En mayo de 2014, Tomohito Naka, representante de JIN Corporation, que en ese momento principalmente aceptaba pedidos de producción secundaria, fundó la empresa junto con Garō Tanaka, quien había trabajado como director de línea 3D en numerosos proyectos en estudios como Sanzigen.
Con el fin de responder al creciente número de proyectos de producción de anime y a la creciente demanda de 3DCGI en la industria, comenzaron a realizar producciones como contratista principal. Su primera obra como productor principal en 2D fue Daitoshokan no Hitsujikai. Posteriormente, han llevado a cabo otras producciones principales como Nekopara.
En cuanto a producciones principales en 3D, han trabajado en títulos como la película Mahō Shōjo Lyrical Nanoha: Detonation (productor principal: Seven Arcs Pictures), Hanebado! (productor principal: Liden Films) y Phantasy Star Online 2: The Animation (productor principal: Gonzo), entre otras.
La estructura interna de la empresa cuenta con un departamento de 3D, un departamento de animación y un departamento de producción. Además, han formado una alianza con dos empresas del grupo: Troymerai Animation Studio, especializada en animación 2D, y Direct Rain, especializada en 3DCGI. En ambas compañías, Tomohito Naka actúa como representante.
La empresa se especializa en obras con una expresión híbrida que aprovecha las fortalezas tanto de la animación 2D como del 3DCGI. Además, está expandiendo su tamaño con la vista puesta en la producción de obras completamente en 3D en el futuro.
Su sede principal se encuentra en Mitaka, Tokio, y también cuenta con un estudio en el distrito central de la ciudad de Kōbe, en la prefectura de Hyōgo.

## Trabajos

### Series de televisión
| Año  | Título | Director(es)                   | Fecha de primera transmisión | Fecha de última transmisión | Eps. | Notas | Refs.                |
| ---- | --- | ------------------------------ | ---------------------------- | --------------------------- | ---- | --- | -------------------- |
| 2014 | Daitoshokan no Hitsujikai                                                                                        | Yū Nobuta                      | 8 de octubre de 2014         | 24 de diciembre de 2014     | 12   | Adaptación de la novela visual japonesa para adultos desarrollada por August. Coproducción junto a Hoods Entertainment. | [ 3 ]                |
| 2020 | Nekopara | Yasutaka Yamamoto              | 9 de enero de 2020           | 26 de marzo de 2020         | 12   | Adaptación de la novela visual homónima desarrollada por NEKO WORKs.                                                    | [ 4 ]                |
| 2021 | Urasekai Picnic                                                                                                  | Takuya Satō                    | 4 de enero de 2021           | 22 de marzo de 2021         | 12   | Adaptación de la novela ligera escrita por Iori Miyazawa e ilustrada por shirakaba. Coproducción junto a Liden Films.   | [ 6 ]                |
| 2022 | Aharen-san wa Hakarenai                                                                                          | Yasutaka Yamamoto Tomoe Makino | 1 de abril de 2022           | 17 de junio de 2022         | 12   | Adaptación del manga escrito e ilustrado por Asato Mizu.                                                                | [ 7 ]                |
| 2023 | Rōgo ni Sonaete Isekai de 8-Man-Mai no Kinka o Tamemasu                                                          | Hiroshi Tamada                 | 8 de enero de 2023           | 26 de marzo de 2023         | 12   | Adaptación de la novela ligera escrita por FUNA e ilustrada por Tōzai.                                                  | [ 8 ]                |
| 2023 | MF Ghost | Tomohito Naka                  | 2 de octubre de 2023         | 18 de diciembre de 2023     | 12   | Adaptación del manga escrito e ilustrado por Shūichi Shigeno.                                                           | [ 9 ] [ 10 ]         |
| 2024 | MF Ghost 2nd Season                                                                                              | Tomohito Naka                  | 6 de octubre de 2024         | 23 de diciembre de 2024     | 12   | Secuela de MF Ghost. | [ 11 ]               |
| 2024 | Kimi wa Meido-sama                                                                                               | Ayumu Watanabe                 | 6 de octubre de 2024         | 22 de diciembre de 2024     | 12   | Adaptación del manga escrito e ilustrado por Shotan.                                                                    | [ 12 ] [ 13 ] [ 14 ] |
| 2024 | Saikyō no Shienshoku "Wajutsushi" dearu Ore wa Sekai Saikyō Clan o Shitagaeru                                    | Yūta Takamura                  | 7 de octubre de 2024         | 17 de diciembre de 2024     | 12   | Adaptación de la novela ligera escrita por Jaki e ilustrada por fame. Coproducción junto a GA-CREW.                     | [ 15 ]               |
| 2025 | Aharen-san wa Hakarenai Season 2                                                                                 | Yasutaka Yamamoto Tomoe Makino | 7 de abril de 2025           | 23 de junio de 2025         | 12   | Secuela de Aharen-san wa Hakarenai.                                                                                     | [ 16 ] [ 17 ] [ 18 ] |
| 2025 | Yūsha Party o Tsuihō Sareta Shiro Madōshi, S-Rank Bōkensha ni Hirowareru: Kono Shiro Madōshi ga Kikakugai Sugiru | Hiroshi Tamada                 | 6 de julio de 2025           | —                           | —    | Adaptación de la novela ligera escrita por Sora Suigetsu e ilustrada por DeeCHA.                                        | [ 19 ] [ 20 ] [ 21 ] |
| 2026 | Tensei Shita Daiseijo wa, Seijo de Aru Koto wo Hitakakusu                                                        | Tomoe Makino                   | 2026                         | —                           | —    | Adaptación de la novela ligera escrita por Tōya e ilustrada por chibi.                                                  | [ 22 ]               |
| 2026 | Tensei Shitara Dragon no Tamago Datta: Saikyō Igai Mezasanee                                                     | Yūta Takamura                  | 2026                         | —                           | —    | Adaptación de la novela ligera escrita por Nekoko e ilustrada por Naji Yanagida. Coproducción junto a GA-CREW.          | [ 23 ]               |

### OVAs
| Año  | Título       | Director(es)   | Fecha de primera transmisión | Fecha de última transmisión | Eps. | Notas                                                                | Refs.  |
| ---- | ------------ | -------------- | ---------------------------- | --------------------------- | ---- | -------------------------------------------------------------------- | ------ |
| 2017 | Nekopara OVA | Hiroki Hayashi | 22 de diciembre de 2017      | 22 de diciembre de 2017     | 1    | Adaptación de la novela visual homónima desarrollada por NEKO WORKs. | [ 24 ] |